# Goran Mrakic
Goran Mrakic (n. 19 iulie 1979, Variaș, România) este un scriitor sârb din România.

## Biografie
S-a născut pe 19 iulie 1979 la Variaș. A absolvit liceul Dositej Obradovic din Timișoara în anul 1997 și facultatea de istorie din cadrul Universității de Vest din Timișoara în 2001. 
Este unul dintre redactorii săptămânalului de limbă sârbă Naša reč din România. 
A publicat două volume de versuri, o carte de aforisme satirice și a fost inclus în 7 antologii din Serbia și România. În anul  2006 i s-a acordat premiul Radoje Domanovic pentru cel mai bun autor de satiră sârb din diasporă. A tradus în limba română o culegere de aforisme ale autorului belgrădean Aleksandar Cotric, „Incizii rapide” („Kratki rezovi”). A publicat texte, aforisme și versuri în NIN, Politika, Nosorog, ETNA, Ilustrovana politika. A fost tradus în macedoneană și maghiară.